# Oskari Mantere
Oskar (Oskari) Mantere (Hausjärvi, 18 de setembro de 1874 – Helsinque, 9 de dezembro de 1942) foi um pedagogo e político finlandês, que serviu como 12.º primeiro-ministro da Finlândia entre 22 de dezembro de 1928 e 16 de agosto de 1929. É considerado um dos principais responsáveis pelo desenvolvimento do sistema educacional finlandês.
Mantere era graduado e pós-graduado em filosofia e trabalhou como inspetor de escolas públicas de Helsinque e professor de história. Mais tarde, presidiu o Conselho Nacional de Educação. Ainda no âmbito acadêmico, ele publicou livros didáticos de história e deixou um grande acervo de trabalhos pedagógicos.
Na política, Mantere associou-se ao Partido Nacional Progressista em 1918 e foi eleito ao parlamento no ano seguinte. Ele também serviu como ministro da educação e dos assuntos sociais.